# جون راسل هند
جون راسل هند (12 مايو 1823 – 23 ديسمبر 1895)، عالم فلك إنجليزي وعضو الجمعية الملكية والجمعية الملكية لإدنبرة.

## حياته وأعماله
ولد جون راسل هند في عام 1823 في نوتنغهام، وهو ابن جون هند صانع دانتيل، وتلقى تعليمه في مدرسة نوتنغهام الثانوية. وفي سن السابعة عشر، ذهب إلى لندن للعمل كمهندس مدني، لكن من خلال مساعدة من تشارلز ويتستون ترك الهندسة لقبول وظيفة في مرصد غرينتش الملكي تحت إمرة جورج بيدل أيري. بقي هند هناك من عام 1840 حتى عام 1844، في ذلك الوقت خلف وليام روتر دوز مديرًا للمرصد الخاص بالأسقف جورج. وفي عام 1853، أصبح هند مراقبًا للتقويم البحري، وهو المنصب الذي شغله حتى عام 1891.
الجدير بالذكر أن هند من أوائل مكتشفي الكويكبات. كما اكتشف أيضًا ورصد النجوم المتغيرة آر ليبوريس (المعروف أيضًا باسم نجم هند القرمزي) غيمينوريوم يو وتوري تو (ويسمى أيضًا سديم هند المتغير)، واكتشف التباين في ملتهب الراقص. اكتشف هند مستعر مفيوشي 1848 أول مستعر في العصر الحديث منذ مستعر كيبلر الأعظم).
أثار هند جدلًا حين أطلق تسمية 12 فيكتوريا على أحد الكويكيبات التي اكتشفها، إذ كان العرف السائد آنذاك هو عدم تسمية الكويكبات بأسماء أفراد أحياء، لكن هند ذكر بشكل مخادع إلى أن الاسم لم يكن إشارة إلى الملكة فيكتوريا، بل إلى شخصية فيكتوريا الأسطورية.
انتخب في الجمعية الملكية في يونيو 1863 ورئيسًا للجمعية الفلكية الملكية في عام 1880.

## وفاته
توفي هند في عام 1895 في تويكنهام، لندن. تزوج من فاني فولر عام 1846 وأنجبا ستة أبناء.

## الأرث

### التكريمات
- الميدالية الذهبية للجمعية الفلكية الملكية (1853)
- عضو الجمعية الملكية (1863)
- سميت باسمه فوهة هند على القمر
- سمي باسمه الكويكب 1897 هند
- المذنبات C/1847 C1 (هند) وC/1846 O1 (دي فيكو هند).

### أكتشافاته
اكتشف هند 10 كويكبات في التواريخ المبينة أدناه:
- 7 إيرس: 13 أغسطس 1847
- 8 فلورا: 18 أكتوبر 1847
- 12 فيكتوريا: 13 سبتمبر 1850
- 14 إيرين: 19 مايو 1851
- 18 ميلبوميني: 24 يونيو 1852
- 19 فورتونا: 22 أغسطس 1852
- 22 كاليوبي: 16 نوفمبر 1852
- 23 ثاليا: 15 ديسمبر 1852
- 27 إيوترب: 8 نوفمبر 1853
- 30 أورينا: 22 يوليو 1854

## للقراءة
- Plummer, William E. (1896). "Dr. John Russell Hind, F.R.S". Astronomische Nachrichten. ج. 139 ع. 16: 255. Bibcode:1896AN....139..255P. DOI:10.1002/asna.18961391609. {{استشهاد بدورية محكمة}}: الوسيط غير المعروف |years= تم تجاهله (مساعدة)

## وصلات خارجية
- جون راسل هند على موقع الموسوعة البريطانية (الإنجليزية)

- "Hind's variable nebula". مؤرشف من الأصل في 2018-03-03. اطلع عليه بتاريخ 2008-05-20.